# Leichtathletik-Weltmeisterschaften 2009/Teilnehmer (Guyana)
| Gelbes Symbol für Goldmedaillen mit stilisierten Olympischen Ringen | Graues Symbol für Silbermedaillen mit stilisierten Olympischen Ringen | Braundes Symbol für Bronzemedaillen mit stilisierten Olympischen Ringen |
| ------------------------------------------------------------------- | --------------------------------------------------------------------- | ----------------------------------------------------------------------- |
| —                                                                   | —                                                                     | —                                                                       |

Der guyanische Leichtathletik-Verband stellte drei Athleten bei den Leichtathletik-Weltmeisterschaften 2009 in Berlin.

## Ergebnisse

### Männer

#### Laufdisziplinen
| Athlet      | Disziplin | Vorlauf | Vorlauf | Viertelfinale      | Viertelfinale      | Halbfinale         | Halbfinale         | Finale             | Finale             |
| Athlet      | Disziplin | Zeit    | Platz   | Zeit               | Platz              | Zeit               | Platz              | Zeit               | Platz              |
| ----------- | --------- | ------- | ------- | ------------------ | ------------------ | ------------------ | ------------------ | ------------------ | ------------------ |
| Adam Harris | 100 m     | 10,35 s | 23      | 10,39 s            | 32                 | nicht qualifiziert | nicht qualifiziert | nicht qualifiziert | nicht qualifiziert |
| Adam Harris | 200 m     | 21,28 s | 43      | nicht qualifiziert | nicht qualifiziert | nicht qualifiziert | nicht qualifiziert | nicht qualifiziert | nicht qualifiziert |

### Frauen

#### Laufdisziplinen
| Athletin       | Disziplin | Vorlauf     | Vorlauf | Halbfinale  | Halbfinale | Finale             | Finale             |
| Athletin       | Disziplin | Zeit        | Platz   | Zeit        | Platz      | Zeit               | Platz              |
| -------------- | --------- | ----------- | ------- | ----------- | ---------- | ------------------ | ------------------ |
| Aliann Pompey  | 400 m     | 51,38 s     | 9       | 50,71 s NR  | 11         | nicht qualifiziert | nicht qualifiziert |
| Marian Burnett | 800 m     | 2:03,89 min | 22      | 2:02,75 min | 21         | nicht qualifiziert | nicht qualifiziert |